# Chadrac
Chadrac é uma comuna francesa na região administrativa de Auvérnia-Ródano-Alpes, no departamento de Alto Loire. Estende-se por uma área de 2,48 km². Em 2010 a comuna tinha 2 557 habitantes (densidade: 1 031 hab./km²).240 hab/km².